# Infurcitinea klimeschi
Infurcitinea klimeschi is een vlinder uit de familie echte motten (Tineidae). De wetenschappelijke naam is voor het eerst geldig gepubliceerd in 1974 door Passerin d'Entreves.
De soort komt voor in Europa.